# I’m Just a Girl Who Can’t Say D’oh
«I’m Just a Girl Who Can’t Say D’oh» (с англ. — «Я — просто девочка, которая не может сказать «Д’оу»») — двадцатая серия тридцатого сезона мультсериала «Симпсоны». Впервые вышла 7 апреля 2019 года в США на телеканале «FOX».

## Сюжет
Недовольные актёры и съёмочная группа местного театра Спрингфилда устраняют режиссёра Ллевеллин Синклера от работы над мюзиклом «Оклахома!». Мардж становится директором театра. Ей нужно шоу, которое можно удачно адаптировать в Спрингфилде. Лиза предлагает снять мюзикл об основателе Спрингфилда, Джебедая Спрингфилде ― «Bloody, Bloody Jebediah» (с англ. — «Кровавый, кровавый Джебедая»).
Тем временем Гомер отвозит Мэгги к классу «Папочка и я». Гомер обнаруживает, почему так много пап участвуют в занятиях ― их очень привлекает руководительница Хлоя.
Красти планирует выпустить мюзикл в прямом эфире на телевидении с Сайдшоу Мелом в главной роли и записью постановки под открытым небом. Однако, позже Мел отказывается от шоу, поэтому Мардж вынуждена провести повторный кастинг. Она обнаруживает, что профессор Фринк имеет прекрасный певческий голос.
Тем временем в классе «Папочка и я» Хлоя женится на одном из родителей и прекращает уроки. После их окончания Гомер обнаруживает, что Мэгги нравилась НЕ Хлоя, а время, проведённое вместе с Гомером.
В день премьеры мюзикла после успешного старта начинает сильно идти дождь. Лиза быстро переписывает окончания на удовлетворение аудитории. Шоу номинируется на двенадцать наград, Марж получила специальную награду за «лучшего новичка».

## Производство
Сначала 7 апреля 2019 года должна была выйти серия «The Incredible Lightness of Being a Baby» как 20 серия 30 сезона, а «I’m Just a Girl Who Can not Say D’oh» ― 28 апреля, как 21 серия.

## Отношение критиков и публики
Во время премьеры на канале «Fox» серию просмотрели 1.61 млн человек с рейтингом 0.7, что сделало его вторым самым популярным шоу на канале «Fox» в ту ночь, но наименее популярным эпизодом сериала на то время.
Деннис Перкинс из «The A.V. Club» дал эпизоду оценку С-, сказав: «К сожалению, результат серии ― это неряшливое, небрежно задуманное освещения сюжета, где характер и логика повествования уступают место причудливым рассказам, серьезным браком шуток и одному из самых интересных (и при этом грустно раздражающих) подсюжетов за последнее время».
В то же время Тони Сокол из «Den of Geek» дал серии 3/5 звёзд похвалив изображения Мардж
На сайте The NoHomers Club согласно голосованию большинство фанатов оценили серию на 2/5 со средней оценкой 2.41/5.